# Dylan Barbier
 (janvier 2016).
Si vous disposez d'ouvrages ou d'articles de référence ou si vous connaissez des sites web de qualité traitant du thème abordé ici, merci de compléter l'article en donnant les références utiles à sa vérifiabilité et en les liant à la section « Notes et références ».
Dylan Barbier (né le 21 juillet 1996 à Villeneuve-Saint-Georges) est un athlète français d'origine haïtienne, spécialiste des épreuves de sprint et du saut en longueur.

## Biographie
Champion de France en salle cadet du saut en longueur (7,06 m) en mars 2013, il termine troisième de la même épreuve lors des Championnats de France extérieurs (6,98 m). Par ailleurs, il remporte la finale du 200 m en égalant son record personnel à 21 s 82 (- 0,6 m/s). 
En 2015, il devient vice-champion de France en salle du 200 m en 21 s 99. Dylan porte ses records personnels extérieurs de la longueur avec 7,08 m et au 100 m en réalisant 10 s 86. Il participe au meeting de Genève où il améliore son record à 21 s 64 et réalise par ailleurs 40 s 77 dans le relais 4 × 100 m. Grâce à ses performances dans les relais, il est sélectionné pour les Championnats d'Europe juniors d'Eskilstuna où, avec ses coéquipiers, ils remportent la médaille de bronze avec 40 s 02.

## Palmarès
| Date | Compétition                   | Lieu       | Résultat | Épreuve   | Temps   |
| ---- | ----------------------------- | ---------- | -------- | --------- | ------- |
| 2015 | Championnats d'Europe juniors | Eskilstuna | 3e       | 4 x 100 m | 40 s 02 |

## Records
| Épreuve          | -            | Performance | Lieu             | Date            |
| ---------------- | ------------ | ----------- | ---------------- | --------------- |
| 60 m             | En salle     | 6 s 98      | Nogent-sur-Oise  | 10 janvier 2016 |
| 100 m            | En plein air | 10 s 84     | Reims            | 19 juin 2016    |
| 200 m            | En plein air | 21 s 61     | Méru             | 5 juin 2016     |
| 200 m            | En salle     | 21 s 74     | Nogent-sur-Oise  | 18 janvier 2015 |
| 400 m            | En plein air | 47 s 70     | Nogent sur Marne | 23 juin 2019    |
| 400 m            | En salle     | 48 s 12     | Liévin           | 3 février 2019  |
| 400 m haies      | En plein air | 53 s 48     | Tours            | 21 mai 2017     |
| Saut en longueur | En plein air | 7,08 m      | Reims            | 8 mai 2016      |
| Saut en longueur | En salle     | 7,11 m      | Nogent-sur-Oise  | 18 janvier 2015 |